# Isola di Bel'kov

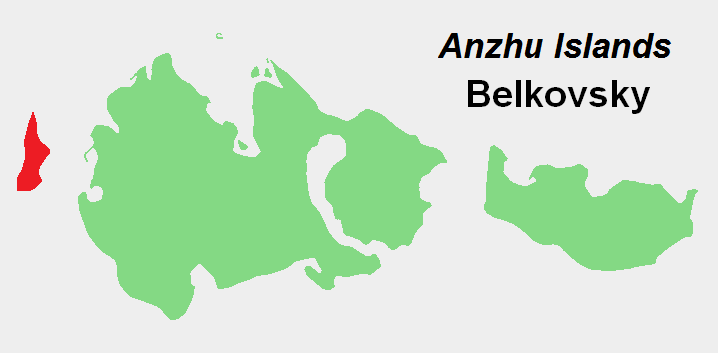
L'isola di Bel’kov evidenziata in rosso

L'isola di Bel'kov (in russo остров Бельковский) è la più occidentale delle isole Anžu che a loro volta sono un sottogruppo settentrionale delle isole della Nuova Siberia.
L'isola di Bel'kov amministrativamente fa parte del Bulunskij ulus del territorio della Repubblica autonoma russa della Sacha-Jacuzia, nel Circondario federale dell'Estremo Oriente, (Siberia orientale).

## Geografia
L'isola si trova nel mare di Laptev (Oceano Artico), oltre 20 km a ovest di Kotel'nyj; lo stretto che le separa si chiama stretto di Zarja (пролив Заря, proliv Zarja). L'isola di Bel'kov si estende da nord a sud per circa 50 km e nel suo punto più ampio è larga circa 17 km; la sua area è di 535,3 km² e raggiunge i 127 m di altitudine nella parte centrale.
L'asse collinare si sviluppa longitudinalmente come l'isola, e da questi rilievi sgorgano numerosi piccoli corsi d'acqua a carattere stagionale. Nei pressi di capo Ploskij (мыс Плоский, mys Ploskij), il punto più orientale dell'isola, si trovano invece 3 laghi.
L'isola è costituita da strati ben saldati risalenti al Devoniano superiore e al Carbonifero inferiore. Le rocce del Devoniano sono carbonati marini argillosi interstratificati con calcare, arenaria e conglomerati. Le rocce carbonifere sono invece composte di siltite, argillite e arenaria interstratificati con brecce, calcare e, meno frequentemente, con riolite.

### Flora e fauna
Sull'isola sono presenti grandi colonie di uccelli marini e di trichechi, e orsi polari.
La vegetazione comprende giunchiglie, erbe basse e resistenti, e altre piante tipiche della tundra, come muschi, licheni, epatiche, piante erbacee con infiorescenze. Queste piante ricoprono quasi totalmente la superficie dell'isola e crescono su terreno per gran parte umido, ondulato e a grana fine.

## Isole adiacenti
- Isola di Strižëv (остров Стрижёва, ostrov Strižëva), è una piccola isoletta a sud dell'isola di Bel'kov, che non va confusa con l'omonima isola nell'arcipelago di Nordenskiöld. Prende il nome dal conducente di slitte trainate da cani Pëtr Strižëv, uno dei membri della spedizione guidata dall'ammiraglio ed esploratore russo Aleksandr Vasil'evič Kolčak. 75°18′00″N 135°30′00″E
- Scoglio Bastyn-Tas (скала Бастын-Тас, skala Bastyn-Tas), uno scoglio all'estremità settentrionale di Belkovskij. 75°50′05″N 136°00′53″E
- Una piccola isola senza nome si trova all'estremità meridionale, all'ingresso di una piccola insenatura. Un altro scoglio senza nome si trova lungo la costa occidentale, nei pressi di capo Konus (мыс Конус).

## Storia
L'isola è stata scoperta nel 1808 da un commerciante russo di nome N. S. Belkov.